# Општина Парва (Бистрица-Насауд)
Парва (рум. Parva) општина је у Румунији у округу Бистрица-Насауд.
Oпштина се налази на надморској висини од 513 m.